# Exchange Peak
Der Exchange Peak ist einer der höchsten Berge der Santa Monica Mountains.
In der Nähe des Gipfels führt der Backbone Trail entlang, jedoch gibt es aufgrund dichten Chaparrals keinen einfachen Zugang zum Gipfel.

## Weblink
- Exchange Peak auf Peakbagger.com (englisch)